# Łotoszyno
Łotoszyno (ros. Лотошино) – osiedle typu miejskiego w Rosji, w obwodzie moskiewskim. W 2020 roku liczyło 4886 mieszkańców.